# ノルウェー海洋博物館
ノルウェー海洋博物館（ノルウェーかいようはくぶつかん、Norwegian Maritime Museum、ノルウェー語: Norsk Maritimt Museum）は、 ノルウェーのオスロ西部のビグドイ半島のビグドイネス通りにある。ノルウェー海洋博物館は、フラム号博物館、コンティキ号博物館、ノルウェー民俗博物館、ヴァイキング船博物館など、いくつかの他の博物館のそばにある。ノルウェー海洋博物館は、ノルウェー民俗博物館と連携して運営されている。

## 概要
この博物館は1914年に開設され、以前はノルウェー海事博物館(ノルウェー語: Norsk Sjøfartsmuseum)として知られていた。沿岸文化と海洋史に関する展示は、造船、船型、漁業、海洋考古学、海運など、さまざまなテーマを網羅している。イヴォ・カプリノのビデオ「海洋国ノルウェー」(Maritime Norway)や図書館も博物館の見どころになっている。さらに、博物館には海洋考古学部門もある。博物館には著名な芸術家による40点以上の海洋絵画のコレクションも展示されている。

## 船舶
スタヴァンゲル 号と スヴァネン号が展示されている。スタヴァンゲル号はコリン・アーチャーがノルウェー海上救難協会のために設計した。3本マストのスクーナー船スヴァネン号は1915年から1916年の冬に建造され、ノルウェーの商船隊で使用された。
1972年から、 ヨーア号は、1972年からノルウェー海洋博物館に展示されている。この船は、1903年から1906年にかけてのロアール・アムンセンの北極探検で北西航路を通過した最初の船である。
2009年、ノルウェー海洋博物館とフラム号博物館は、ヨーア号の展示をフラム号博物館が引き継ぐ契約を締結した。現在、ヨーア号はフラム号博物館の別の建物に展示されている。

## 著名な元館長
- グンナー・イザクセン（英語版）
- ペル・G・ノルセング（英語版）

## ギャラリー

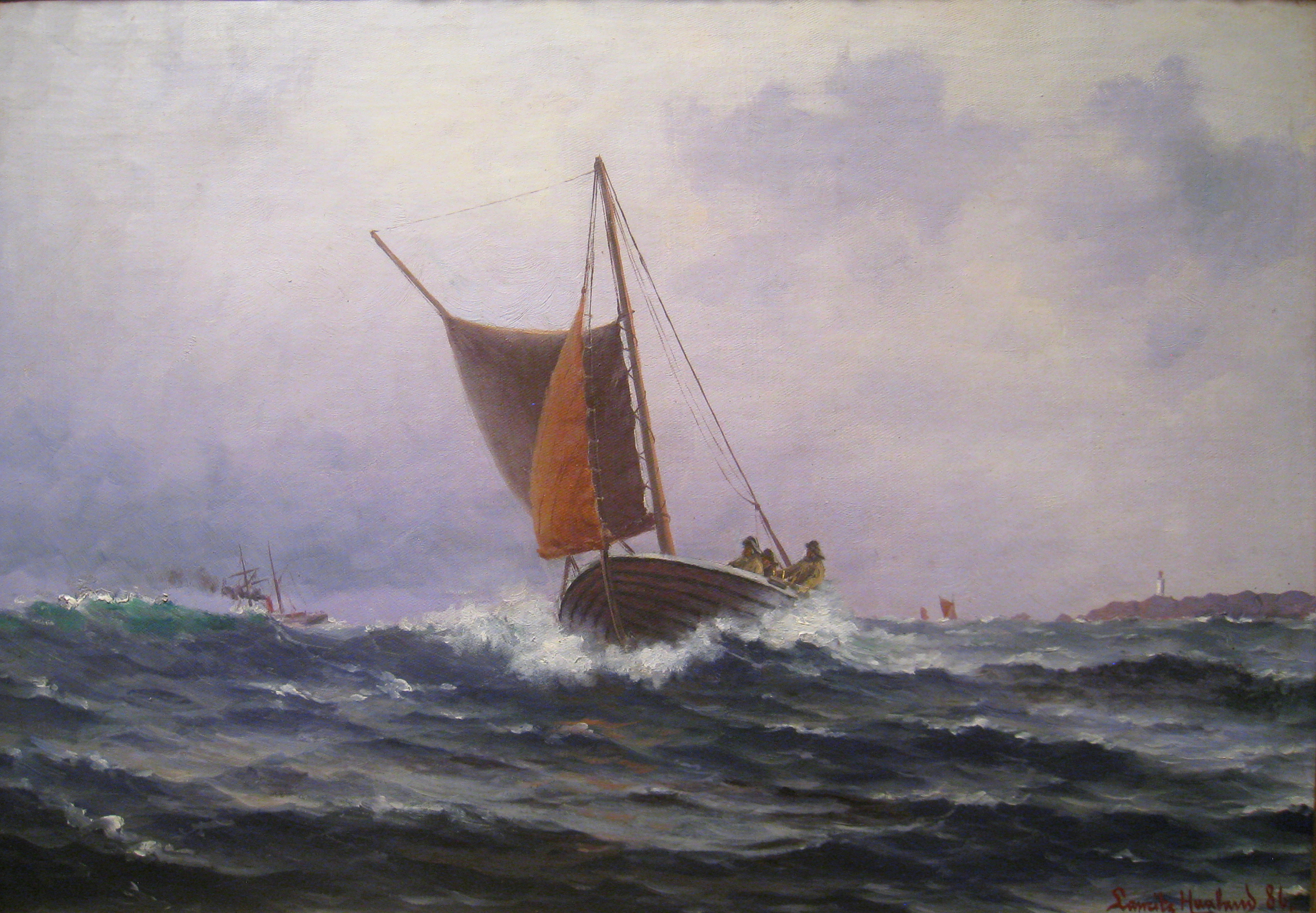
フィスケレ・ヴェッド・クヴィツォイ号、ラース・ラウリッツ・ラーセン・ハーランド画
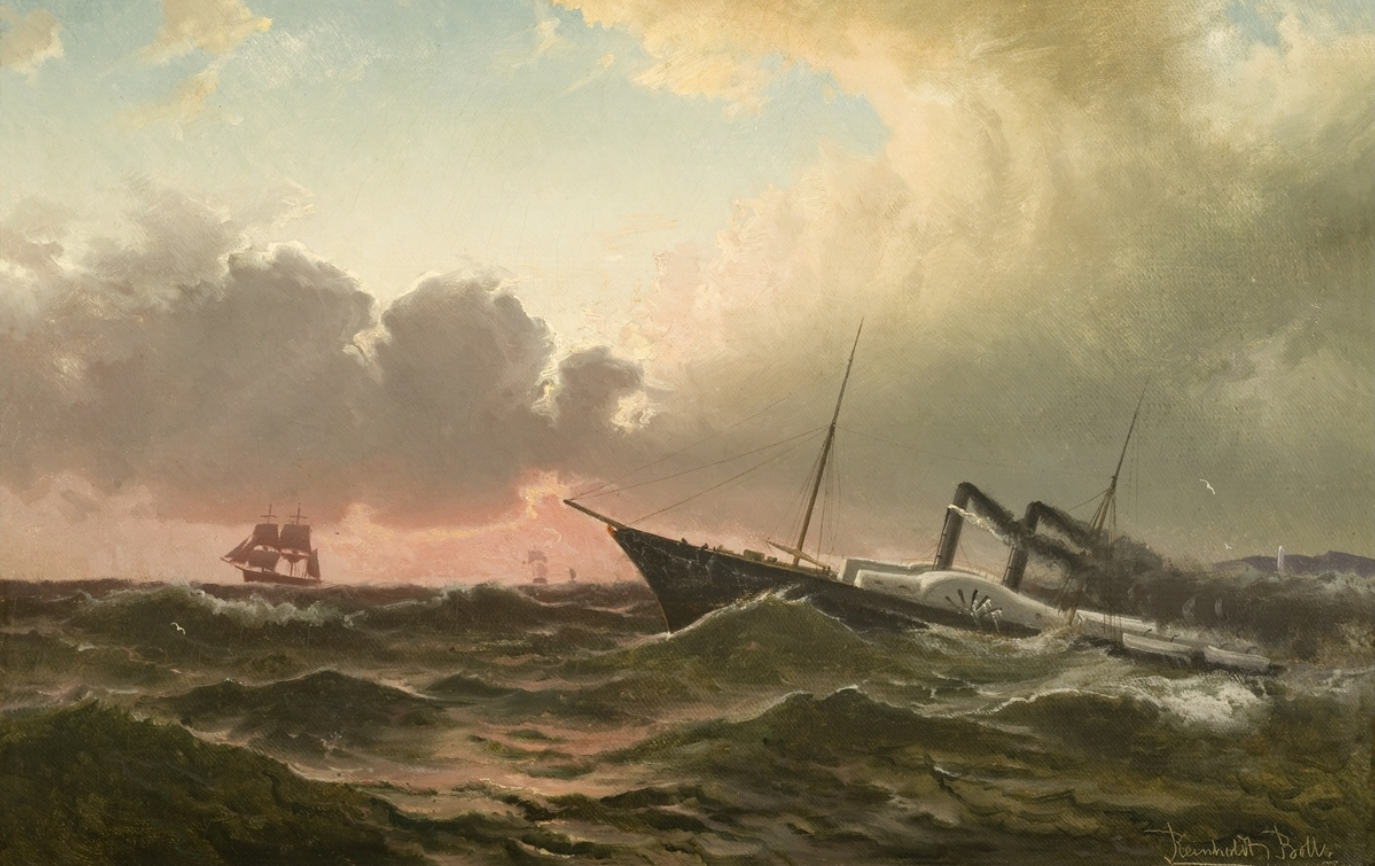
クロンプリンセッセ ルイーズ・ライン号、ホルト・ボル画
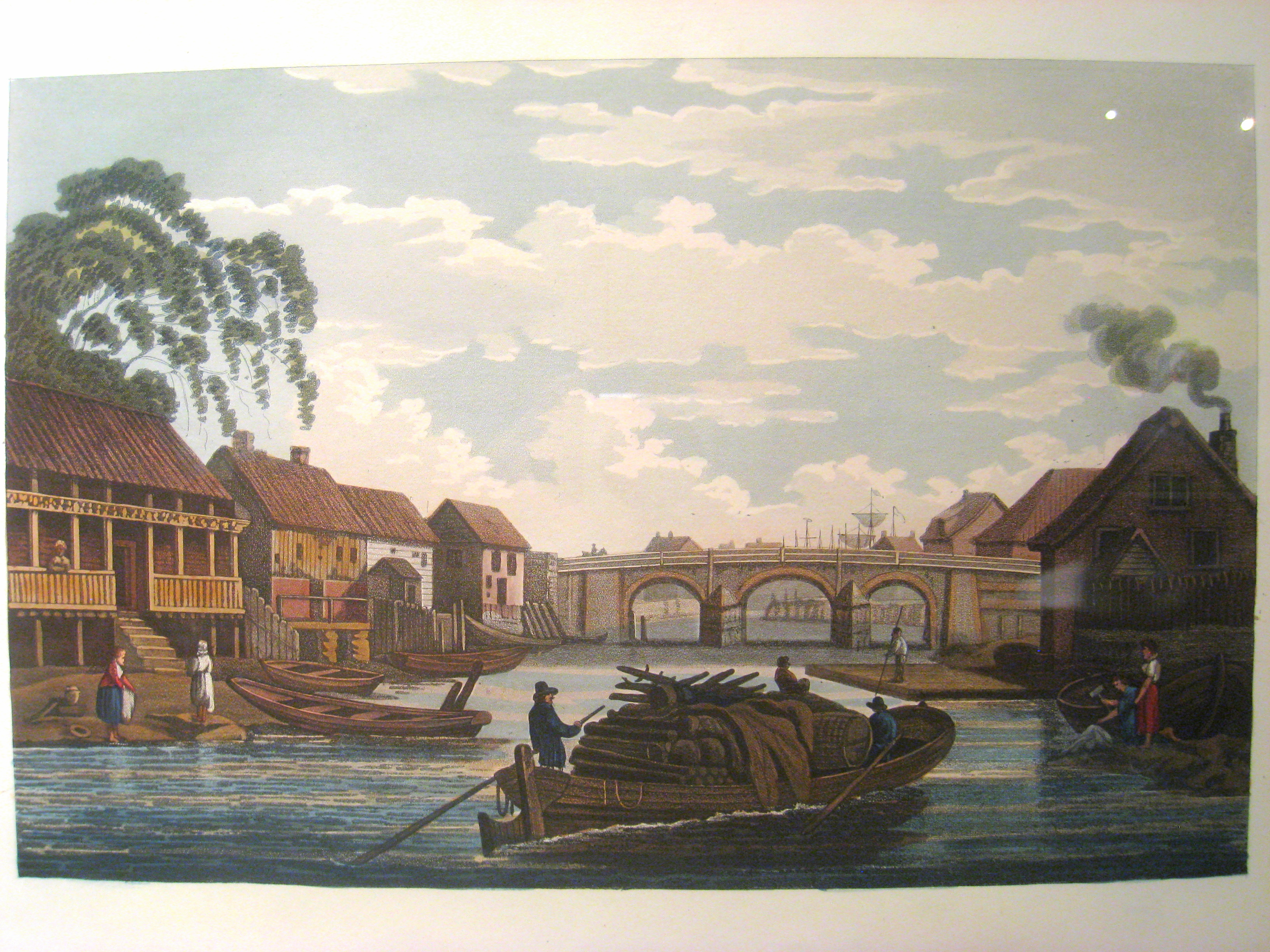
クリスティアナ号、ジョン・ウィリアム・エディ画
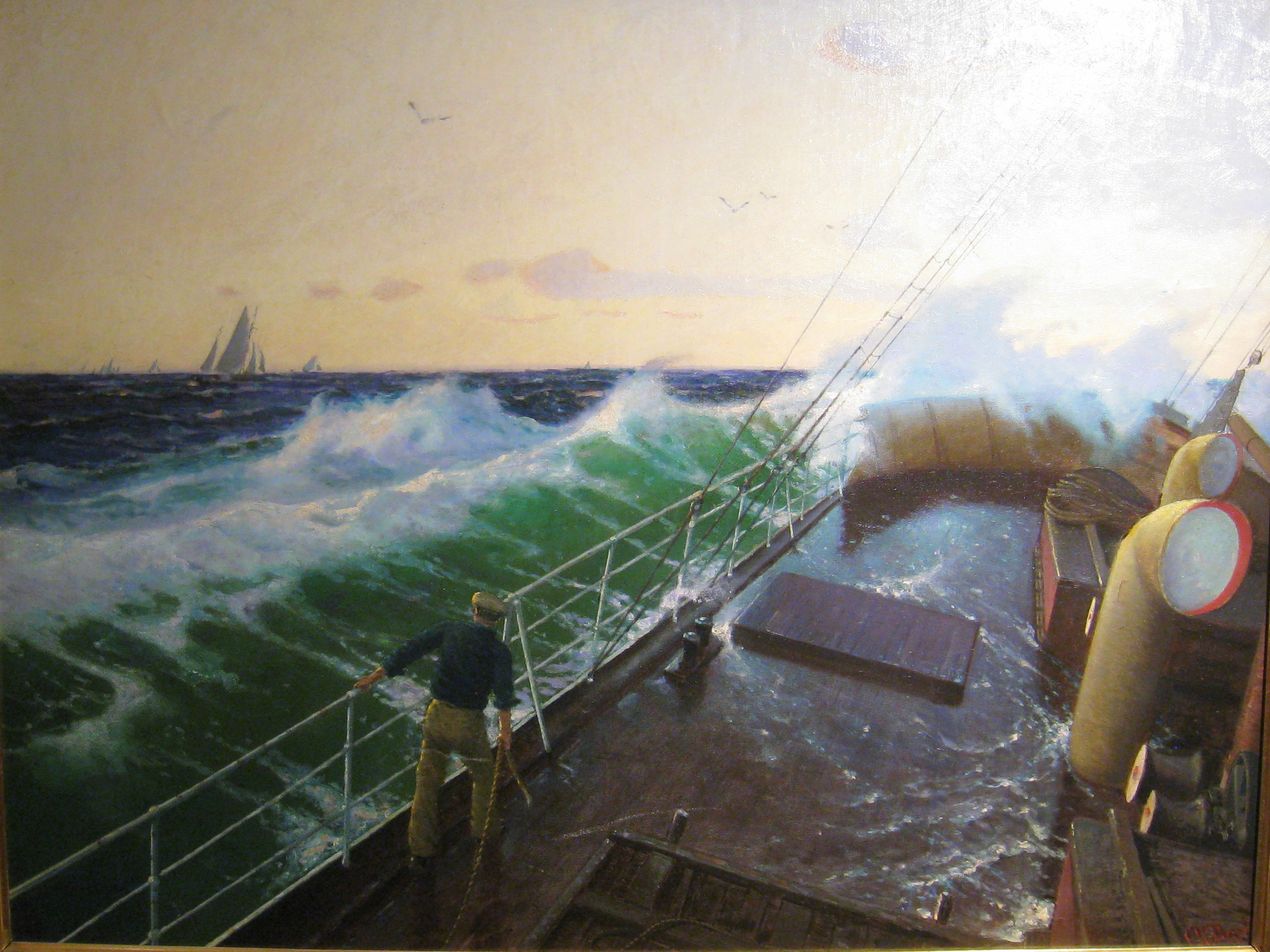
スキップして、ロムシェー、カール・ヴィルヘルム・バルト画
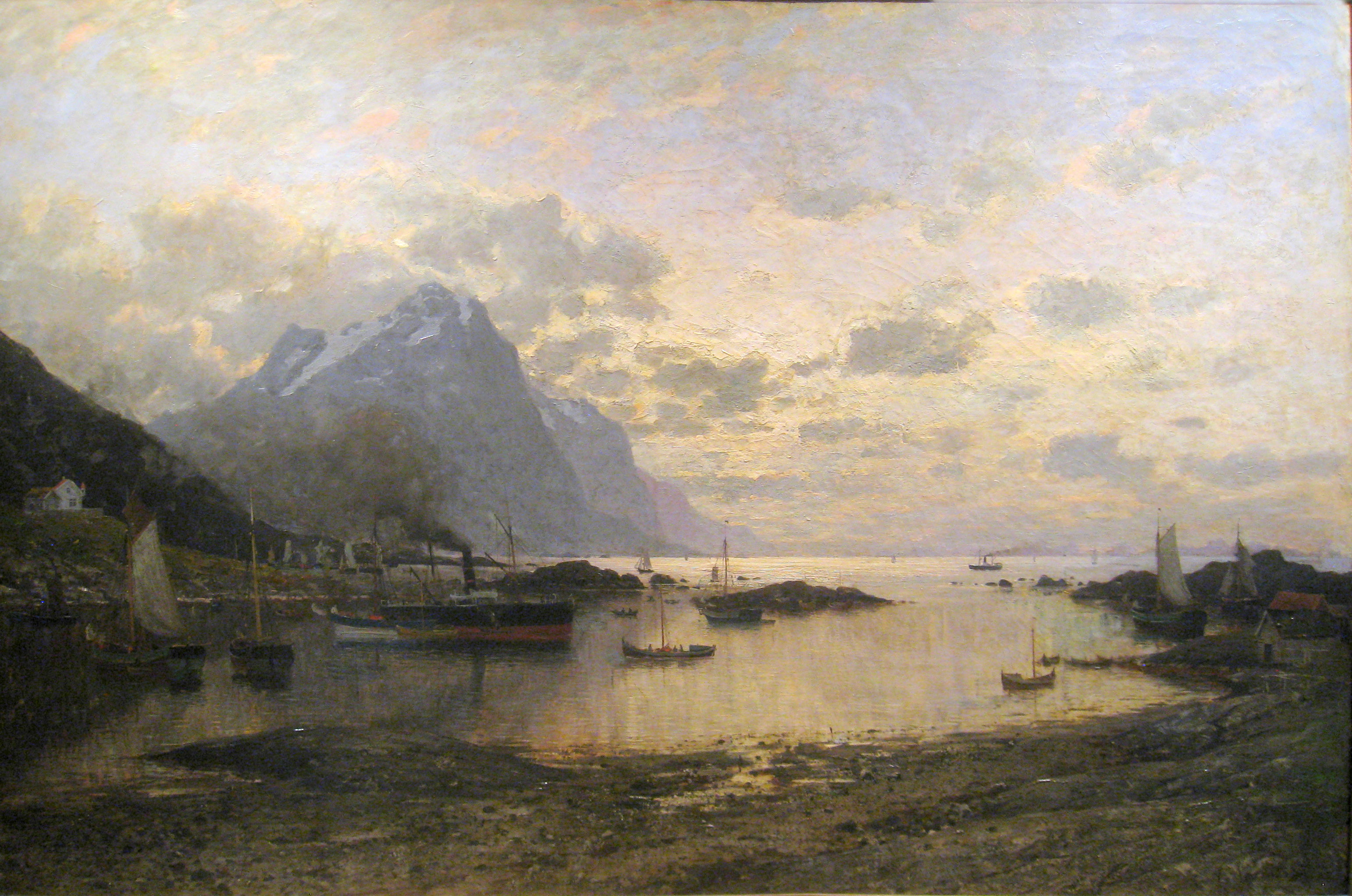
ロフォーテン諸島への蒸気船の寄港、アイレルト・アデルスティーン・ノルマン画